# Вавилон 5: Легендата за рейнджърите
„Вавилон 5: Легендата за рейнджърите“ (на английски: Babylon 5: The Legend of the Rangers) е американски научнофантастичен филм от поредицата за Вавилон 5. Представлява пилотният филм от проекта на сценариста Дж. Майкъл Стразински за телевизионен сериал. Режисьор на продукцията е Майкъл Веджар, а главните роли се изпълняват от актьорите Андреас Кацулас, Дилан Нийл, Мириам Сироа, Алекс Захара, Дийн Маршал. Подзаглавието на филма е „Да живееш и умреш на звездна светлина“ (на английски: To Live and Die in Starlight). Излъчен е за пръв път на 19 януари 2002 г. от американската телевизия Sci-Fi Channel.

## Сюжет
Сюжетът проследява първата мисия на екипажа на двадесетгодишния Минбарски кораб Лиандра, натоварен с охраната на група от посланици на различни извънземни цивилизации по пътя им към непозната планета. Когато пристига на мястото, конвоят е нападнат от кораби на неизвестна и агресивна раса, идентифицирана по-късно като „Ръката“. Капитан Дейвид Мартел (в ролята Дилън Нийл) и екипажът му трябва да измислят как да изведат дипломатите от опасната зона, окупирана от превъзхождащия ги враг.